# Austrovald
Austrovald (†602) was Hertog van Aquitanië van 587 tot 589.

## Context
Na het tumult rond usurpator Gundowald profiteerden de Vascones van de situatie om een autonoom gebied te verkrijgen. Koning Gontram van Bourgondië stuurde zijn generaal Desiderius om orde op zaken te stellen. Tijdens een van de veldslagen sneuvelde Desiderius en werd vervangen door Austrovald. De bereikte resultaten waren ondermaats en na twee jaar werd Austrovald vervangen door Sereus.